# NASA-Weltraumspiel
Das NASA-Weltraumspiel (Original: NASA-Game) ist ein bekanntes Planspiel, das Mitte der 70er-Jahre eine hohe Verbreitung hatte und große Popularität erlangte.
Die Autoren und die Herkunft des Spieles sind nicht bekannt. Die Spielanleitung und der Spielbogen wird in vielen Fachbüchern, Seminarunterlagen und im Internet frei verbreitet. Das NASA-Spiel wurde erstmals 1970 veröffentlicht von J. W. Pfeiffer und J. E. Jones.
Das NASA-Weltraumspiel gilt mittlerweile als Klassiker unter den Rollen- und Planspielen und wird vor allem von Soziologen, Pädagogen und Psychologen aber auch von Persönlichkeits- und Führungskräfte-Trainern in entsprechenden Seminaren eingesetzt, um Rollenverhalten, Gruppenverhalten, gruppendynamische Prozesse und zwischenmenschliche Kommunikation und die damit verbundenen Themen wie Persönlichkeit und Rhetorik, Führungsstil und Führungsqualität, Teamwork, Motivation, Organisation, Integration und Entscheidungsprozesse zu veranschaulichen und mit den Teilnehmern anschließend zu reflektieren und zu diskutieren.

## Ausgangssituation
Ein Raumschiff hat auf dem Mond eine Bruchlandung gemacht. Es sollte auf sein Mutterschiff treffen, das sich 200 Kilometer entfernt auf der hellen (der Sonne zugewandten) Seite des Mondes befindet. Die Bruchlandung hat das Raumschiff völlig zerstört. Das Überleben der Mannschaft hängt davon ab, ob sie das Mutterschiff erreichen kann. Von der Ausrüstung sind nur 15 Gegenstände unbeschädigt geblieben.
Die Teilnehmer sollen die Ausrüstungsgegenstände auswählen, die für die Überwindung der 200 Kilometer bis zum Standort ihres Mutterschiffes am wichtigsten sind. Ihre Überlebenschance hängt davon ab, ob sie in diesem Spiel die richtigen Ausrüstungsgegenstände für eine Mondexpedition auswählen können.

## Aufgabe
Die Aufgabe der Spieler besteht darin, die aufgeführten Gegenstände in eine Rangordnung zu bringen, wobei der Gegenstand auf den 1. Platz der Liste gesetzt werden soll, der für den Marsch zum Mutterschiff am wichtigsten gehalten wird, und der zweitwichtigste an die zweite Stelle und so weiter. Der unwichtigste Gegenstand erhält schließlich den Rang 15.
Ziel ist es, sowohl in einer Einzellösung als auch in einer Teamlösung die vorgegebene Rangfolge zu finden, die angeblich von einem Expertenteam der NASA entwickelt wurde und für dieses Spiel als verbindliche Lösung gilt.

## Einzellösung und Teamlösung
Der Spielleiter bildet vorab Teams von vier bis sechs, manchmal auch zehn Personen. Die Mitglieder jedes Teams sollen zunächst jeder für sich, also unbeeinflusst von den übrigen Team-Mitgliedern, ihre persönliche Rangfolge der Ausrüstungsgegenstände aufstellen. Hierzu hat jeder Teilnehmer ca. 15 Minuten zur Verfügung. Anschließend muss jedes Team eine gemeinsame Gruppen-Rangfolge erstellen. Üblicherweise hat ein Team hierfür ca. 45 Minuten Zeit.
Dabei sollen diverse Spielregeln beachtet werden, wie beispielsweise ein freundlicher Umgang untereinander oder die Berücksichtigung der Meinung von allen Team-Mitgliedern bei der Entscheidung, und dass die Entscheidung möglichst einstimmig erfolgen soll.

## Gegenstände
Für folgende Ausrüstungsgegenstände – hier in der meistverbreiteten Reihenfolge auf dem Spielbogen – sollen die Teilnehmer zunächst eine eigene Rangfolge und danach noch einmal in der Gruppe eine gemeinsame Rangfolge festlegen:
- Streichhölzer
- Lebensmittelkonzentrat
- Fünfzig Meter Nylonseil
- Fallschirmseide
- Tragbares Heizgerät
- Zwei 100-Kilogramm-Tanks Sauerstoff
- Zwei Pistolen, Kaliber .45
- Trockenmilch
- Sternatlas
- sich selbst aufblasendes Rettungsfloß
- Magnetkompass
- 20 Liter Wasser
- Signalleuchtkugeln
- Erste-Hilfe-Koffer mit Injektionsnadeln
- Mit Sonnenenergie angetriebener UKW-Sender/-Empfänger

## Musterlösung
Die im Folgenden dargestellte Musterlösung soll tatsächlich von mehreren Expertenteams der NASA in den 60er-Jahren entwickelt worden sein. Ergänzend zu dem jeweiligen Rangplatz steht eine kurze Bemerkung der NASA-Experten zur Beurteilung und Einordnung des jeweiligen Gegenstandes.
| Gegenstände                                           | Rangplatz | Bemerkungen                                                                         |
| ----------------------------------------------------- | --------- | ----------------------------------------------------------------------------------- |
| Streichhölzer                                         | 15        | Kein Nutzen auf dem Mond.                                                           |
| Magnetkompass                                         | 14        | Wahrscheinlich kein polarisiertes Magnetfeld auf dem Mond, daher nutzlos.           |
| Tragbares Heizgerät/Kocher                            | 13        | Nur auf der dunklen Seite des Mondes notwendig.                                     |
| Trockenmilch                                          | 12        | Nahrung, mit Wasser gemischt trinkbar.                                              |
| Zwei Pistolen Kaliber .45                             | 11        | Mit ihnen könnten Antriebsversuche gemacht werden.                                  |
| Signalleuchtkugeln                                    | 10        | Notsignal, wenn man in Sichtweite ist.                                              |
| Sich selbst aufblasendes Lebensrettungsfloß           | 9         | CO2-Flaschen (zum Aufblasen des Floßes) als Antrieb zum Überwinden von Klüften etc. |
| Fallschirmseide                                       | 8         | Sonnenschutz                                                                        |
| Erste-Hilfe-Koffer mit Injektionsnadeln               | 7         | Wertvolle Tabletten oder Injektionen.                                               |
| Fünfzig Meter Nylonseil                               | 6         | Nützlich, um Verletzte zu leiten und zum Klettern.                                  |
| Mit Sonnenenergie angetriebener UKW-Sender/-Empfänger | 5         | Notsignal-Sender: vielleicht ist Kommunikation mit dem Mutterschiff möglich.        |
| Lebensmittelkonzentrat                                | 4         | Täglicher Nahrungsbedarf.                                                           |
| Sternatlas                                            | 3         | Eines der wichtigsten Mittel, um Richtungen zu bestimmen.                           |
| 20 Liter Wasser                                       | 2         | Ersetzt Flüssigkeitsverlust, der durch Schwitzen entsteht.                          |
| Zwei 100-Kilogramm-Tanks Sauerstoff                   | 1         | Zum Atmen notwendig.                                                                |

## Bewertungssystem
Um die unterschiedlichen Ergebnisse besser vergleichen und bewerten zu können, wird für jeden Gegenstand die Differenz von dem vergebenen Rangplatz zu dem richtigen Rangplatz berechnet und als absolute Zahl notiert.
Beispiel: Ein Teilnehmer hat die Streichhölzer auf den 10. Rangplatz und den Sternatlas auf den 6. Rangplatz gesetzt. Die richtige Lösung ist für die Streichhölzer der 15. Rangplatz und für den Sternatlas der 3. Rangplatz. Die Differenz zwischen der Einschätzung und der richtigen Lösung beträgt also 5 bzw. 3 (Streichhölzer: 15 − 10 = 5 und Sternatlas: 6 − 3 = 3).
Schließlich werden alle Differenzen addiert, und je niedriger die Summe der 15 Differenzen ist, desto besser ist die Lösung zu bewerten.
Dieses Bewertungssystem wird in gleicher Weise zur Auswertung der Gruppenlösungen angewendet.
Manchmal wird in einer Spielvariante auch noch dieses Bewertungssystem für einen Vergleich zwischen der Einzellösung und der Teamlösung angewendet. In diesem Fall kann es vorkommen, dass einige Teilnehmer – durch das zusätzliche Bewertungssystem beeinflusst – neue, unerwünschte Ziele für den Spielverlauf definieren.

## Abwandlungen
Die beschriebene Spielsituation kann in äquivalenter Form abgewandelt werden, eine häufig beschriebene Alternative ist das Wüstenspiel. Der fiktive Kontext ist dabei die Notlandung eines Flugzeuges in einer Wüste. Die überlebenden Passagiere haben dabei keine Chance, sich selber aus der Wüste zu retten, weil jegliche Zivilisation nicht zu Fuß zu erreichen ist. Im Besitz der Gruppe befindet sich wiederum eine Reihe von Gegenständen (Fallschirme, Signalpistole, begrenzter Wasservorrat, Salztabletten, warme Kleidung…), die in Rangfolge ihrer Bedeutung für das Überleben der Gruppe zu bringen ist.